# Лонки (Люблінське воєводство)
Лонки (пол. Łąki) — село в Польщі, у гміні Вонвольниця Пулавського повіту Люблінського воєводства.
Населення — 175 осіб (2011).

## Демографія
Демографічна структура станом на 31 березня 2011 року:
|          | Загалом | Допрацездатний вік | Працездатний вік | Постпрацездатний вік |
| -------- | ------- | ------------------ | ---------------- | -------------------- |
| Чоловіки | 90      | 15                 | 63               | 12                   |
| Жінки    | 85      | 16                 | 45               | 24                   |
| Разом    | 175     | 31                 | 108              | 36                   |